# Equipe argentina na Copa Davis
A equipe argentina na Copa Davis representa a Argentina na Copa Davis, principal competição de tênis masculina por equipes do mundo. É administrada pela Asociación Argentina de Tenis.
Conquistou um título, sendo ele na década de 2010.

## História
A primeira participação no torneio foi em 1921. Foram cinco vice-campeonatos.
Em 2007, chegou às quartas-de-final, quando perdeu para a equipe da Suécia.
Em 2008, a equipe argentina disputou a final contra a Espanha, em Mar del Plata, mas foi derrotada. Em 2009, caiu nas quartas-de-final para a Chéquia. Já em 2011, foi superada novamente pela Espanha na final.
2016 foi o ano do primeiro título. Em Zagreb, contra a Copa Davis, obteve a virada por 3 a 2.

## Última convocação
Pelo Grupo Mundial I, contra a Lituânia, em setembro de 2023.
- Sebastián Báez
- Francisco Cerúndolo
- Tomás Martín Etcheverry
- Máximo González
- Andrés Molteni